# Lights So Bright
Lights So Bright – drugi album warszawskiego zespołu Out of Tune, wydany przez EMI Music Poland 9 listopad 2010 roku. Nagrany został w 2010 roku w gdańskim studiu Dickie Dreams przy współudziale Krystiana Wołowskiego z Dick4Dick.

## Lista utworów
1. „Cash And Hearts” - 2:42 (muz. E. Sarniak, K. Wołowski, J. Dykiert, M. Gągol sł. M. Sobczyński)
2. „Kid You Not” - 3:03 (muz. M. Witkowski, J. Dykiert, M. Gągol, E. Sarniak sł. E. Sarniak, M. Sobczyński)
3. „No Tensions” - 3:44 (muz. M. Sobczyński, E. Sarniak, K. Wołowski sł. M. Sobczyński)
4. „Ich Bin Ein Danceiger” - 1:39 (muz. M. Witkowski, M. Sobczyński)
5. „The New Black (Part 1)” - 3:51 (muz. E. Sarniak sł. E. Sarniak, M. Sobczyński)
6. „Harry W.” - 2:21 (muz. E. Sarniak, J. Dykiert, J. Frąś, M. Gągol, M. Skrok, M. Sobczyński, M. Witkowski, K. Wołowski sł. M. Sobczyński)
7. „Pourville” - 4:45 (muz. M. Sobczynski, E. Sarniak sł. M. Sobczyński)
8. „Shaking Hands” - 4:07 (muz. E. Sarniak sł. E. Sarniak, M. Sobczyński)
9. „Unknown Source” - 4:42 (muz. P. Barszczewski, M. Witkowski, K. Wołowski, J. Dykiert, J. Frąś, M. Gągol, M. Sobczyński sł. E. Sarniak)
10. „Hands In Grease” - 5:02 (muz. E. Sarniak, K. Wołowski, M. Gągol, M. Skrok sł. E.Sarniak)
11. „Keep Your Distance” - 4:15 (muz. E. Sarniak sł. E. Sarniak)
12. „The New Black (Part 2)” - 5:20 (muz. E. Sarniak, K. Wołowski sł. E. Sarniak, M. Sobczyński)

## Autorzy
Autorzy utworów oraz muzycy, którzy brali udział w nagraniu płyty:
- Eryk Sarniak - wokal
- Maciej Sobczyński - gitara
- Mateusz Gągol - klawisze, chórki
- Jakub Dykiert - gitara basowa, wokal
- Michał Witkowski - współautor
- Krystian Wołowski - współautor
- Jacek Frąś - perkusja
- Piotr Barszczewski - współautor
- Michał Skrok - współautor

Produkcja:
- Basia Marek - przygotowanie graficzne okładki
- Eryk Sarniak - projekt okładki
- Filip Sarniak - management
- Krystian Wołowski - produkcja, mix i mastering
- Maciej Sobczyński - projekt okładki